# Harmonices Mundi
Harmonices Mundi (Latin for Verdens harmoni, 1619) er en bog af Johannes Kepler. I værket diskuterer Kepler harmoni og kongruens i geometriske former og fysiske fænomener. Den sidste sektion af værket omhandler hans opdagelse af den så-kaldt "tredje lov" om planetarisk bevægelse.
Kepler opdelte Harmonices Mundi i fem lange kapitler: det første handlede om regulære polygoner; det andet om figurers kongruens; det tredje om oprindelsen af harmoniske proportioner i musik; det fjerde om harmoniske konfigurationer i astrologi; og det femte om harmonien i planeternes bevægelse.
| Bog | Spire Denne artikel om bøger og tidsskrifter er en spire som bør udbygges. Du er velkommen til at hjælpe Wikipedia ved at udvide den. |